# Ruislip, Northwood and Pinner (circonscription du Parlement britannique)
Pour les articles homonymes, voir Ruislip (homonymie).
Circonscription parlementaire de la Chambre des communes
La circonscription de Ruislip, Northwood and Pinner est une circonscription située dans le Grand Londres et représentée à la Chambre des communes du Parlement britannique.

## Géographie
La circonscription comprend :
- La partie nord du borough londonien de Hillingdon et la partie nord-ouest de Harrow
- Les quartiers de Pinner, Hatch End, Eastcote, Ickenham, Ruislip, Northwood et Harefield

## Députés
Les Members of Parliament (MPs) de la circonscription sont :
| Législature                                                             | Années       | Député         | Député    | Parti        |
| ----------------------------------------------------------------------- | ------------ | -------------- | --------- | ------------ |
| Ruislip, Northwood and Pinner issue de Ruislip-Northwood et Harrow West |              |                |           |              |
| 55e                                                                     | 2010–2015    |                | Nick Hurd | Conservateur |
| 56e                                                                     | 2015–2017    |                | Nick Hurd | Conservateur |
| 57e                                                                     | 2017–2019    |                | Nick Hurd | Conservateur |
| 58e                                                                     | 2019–Présent | David Simmonds |           | Conservateur |

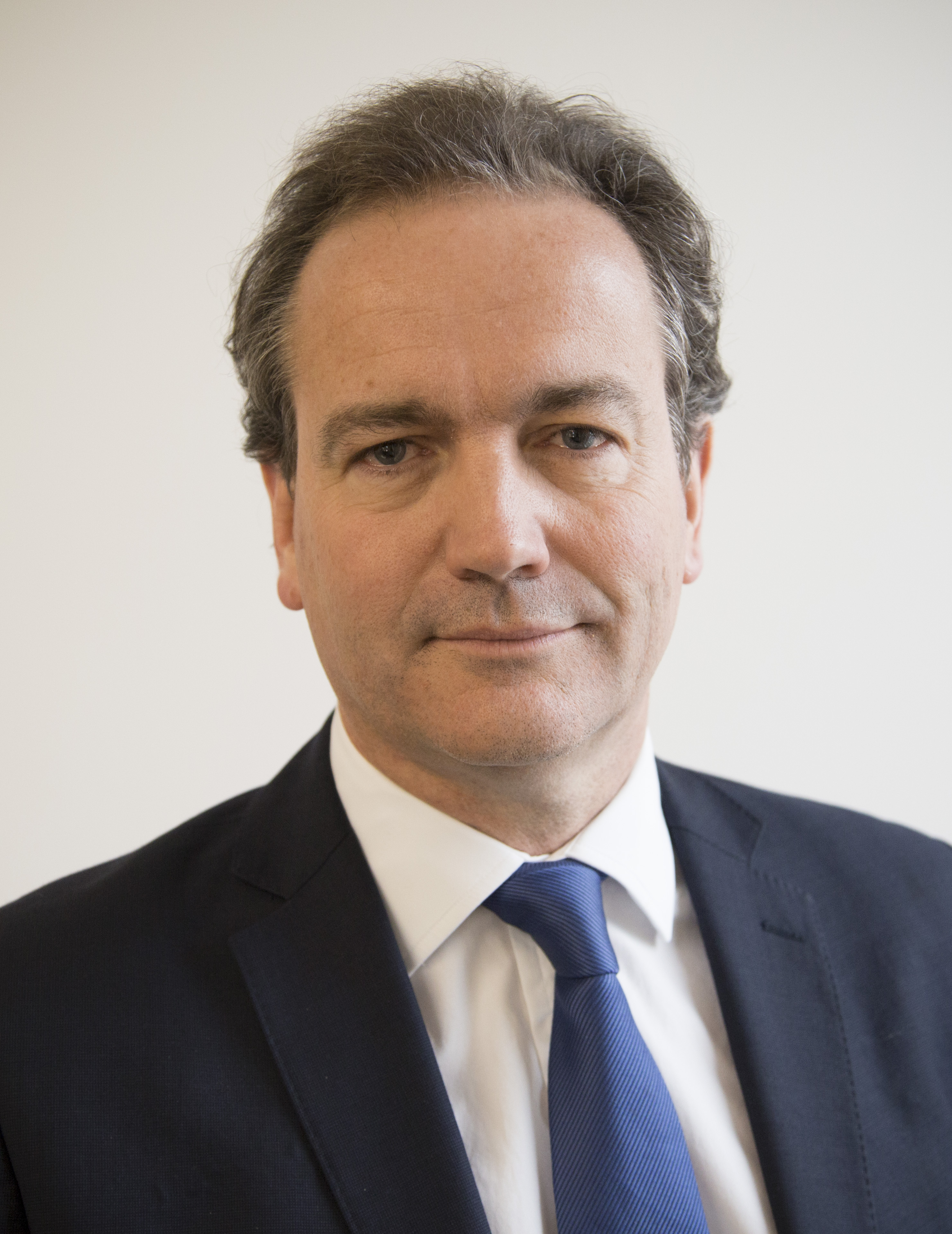
Nick Hurd (2010-2019)

## Référence
- (en) Cet article est partiellement ou en totalité issu de l’article de Wikipédia en anglais intitulé « Ruislip, Northwood and Pinner (UK Parliament constituency) » (voir la liste des auteurs).
- Carte des circonscriptions du Royaume-Uni — Ordnance Survey (Service cartographique du Royaume-Uni)